# Sussudio
«Sussudio» es una canción de Phil Collins, publicada como sencillo en febrero de 1985. La canción es la primera parte de su álbum, No Jacket Required, lanzado en enero de ese mismo año. Este tema, con frecuencia, realiza una rotación, primero por MTV en mayo, y luego el 6 de julio alcanza el puesto número uno junto con el disco las listas del Billboard. El video musical fue grabado en un bar cuyo dueño era Richard Branson, que representa a Collins cantando en frente de una multitud que al principio parece aburrida, pero que con la aparición del músico comienza a bailar.

## Lista de canciones

### 7": Virgin / VS736 (Reino Unido)
1. «Sussudio»
2. «The Man with the Horn»

### 7": Atlantic / 7-89560 (Estados Unidos)
1. «Sussudio»
2. «I Like the Way»

### 12": Virgin / VS736-12 (Reino Unido)
1. «Sussudio» (Extended Remix)
2. «Sussudio»
3. «The Man with the Horn»

### CD: WEA International / WPCR 2065 (Japón)
1. «Sussudio»
2. «Sussudio» (Extended Mix)

## Posicionamiento
| Lista (1985)                                 | Máxima posición |
| -------------------------------------------- | --------------- |
| Finland (Suomen virallinen lista)            | 13              |
| Germany (Media Control Charts)               | 17              |
| Netherlands (Dutch Top 40)                   | 12              |
| United Kingdom (The Official Charts Company) | 12              |
| U.S. Billboard Hot 100                       | 1               |
| U.S. Billboard Hot Dance Club Play           | 4               |
| U.S. Billboard Hot R&B/Hip-Hop Songs         | 7               |
| U.S. Billboard Mainstream Rock Tracks        | 10              |
| U.S. Billboard Hot Adult Contemporary Tracks | 30              |